# Baumstumpfspinne

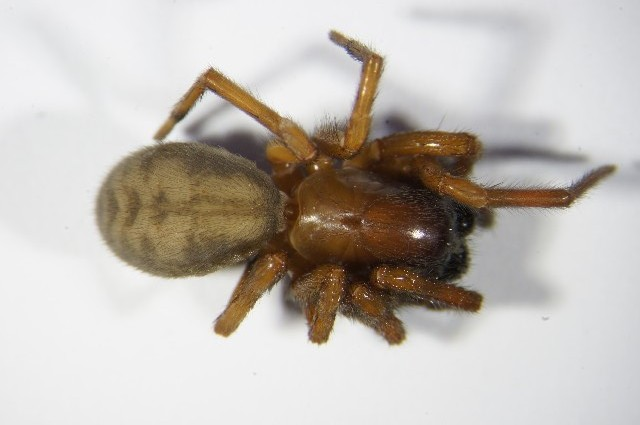

Die Baumstumpfspinne (Callobius claustratus) ist eine Spinne aus der Familie der Finsterspinnen. Sie hieß früher Amaurobius claustratus.

## Merkmale
Die Weibchen werden 9–12 mm lang, die Männchen 6–8 mm. Der dunkelbraune bis graue Hinterleib trägt bei dieser Art auf der ganzen hinteren Hälfte helle Fleckenmuster, Kopf und Beine sind rotbraun gefärbt. Die dunklen Chelizeren sind massig und stehen hervor. Der Kräuselkamm ist zweireihig.

## Verbreitung
Die paläarktische Art lebt in Europa, mit Ausnahme von Nordeuropa, Teilen der Balkanhalbinsel und der Iberischen Halbinsel. Östlich kommt sie bis Kasachstan vor. In Deutschland wurde die Art nicht westlich der Rhein/Weser-Linie gefunden.

## Lebensraum
Die Art kann in den Gebirgslagen gefunden werden, bis in die Nähe der Waldgrenze. Dort besiedelt die Art bevorzugt alte, feuchte Wälder, wo sie sich unter Fallholz und Steinen oder in den Moospolstern aufhält. In Deutschland kann sie häufiger in den Mittelgebirgen gefunden werden. Die Art gilt als selten. 

## Lebensweise
Die Spinnen werden im Herbst erwachsen und paaren sich im Frühjahr, worauf die Weibchen bis weit in den Sommer mit der Brutpflege beschäftigt sind. Der weiße Eikokon wird mit der Grundseite an einem Stein befestigt und die aufgewölbte Deckplatte mit Erde getarnt. 